# SAO Birač
SAO Birač (srp. САО Бирач, Српска аутономна област Бирач) je bila srpska autonomna oblast u SR BiH. 

## Povijest
Prije rujna 1991. bosanski Srbi počeli su organizirati određene krajeve BiH u formalne regionalne strukture kao "zajednice općina", mogućnost koju je davao Ustav iz 1974. godine. Zajednice nominalno nisu bile na nacionalnoj osnovi, ali su bile u stvarnosti prvi korak ka odvojenim vladinim tijelima bosanskih Srba. 
Te zajednice općina rujna 1991. prerasle su u samoproglašene "srpske autonomne oblasti". 
SDS BiH 19. rujna 1991. proglasila je nekoliko SAO-a  skupa s drugim SAO-ima (SAO Hercegovina, SAO Bosanska krajina, Romanija, SAO Semberija).
SAO Birač proglašen je 9. studenoga 1991. Obuhvaćao je prostor Birača. i 21. studenoga Skupština bosanskih Srba uspostavila je Birač kao SAO i spojila ga s oblašću SAO Romanijom čime je nastala SAO Romanija-Birač (srp. Српска аутономна област Романија-Бирач).
9. siječnja 1992. Skupština bosanskih Srba prihvatila je deklaraciju o proglašenju Srpske Republike Bosne i Hercegovine. 28. veljače 1992. Ustav Srpske Republike BiH definirao je da teritorij čine "teritorij srpskih autonomnih oblasti i okruga i drugih srpskih etničkih entiteta u Bosni i Hercegovini" i da je dio SFR Jugoslavije. 12. kolovoza 1992. Srpska Republika BiH promijenila je ime u Republika Srpska i SAO Romanija-Birač postala je njen sastavni dio.